# Притыкино (Грязовецкий район)
Притыкино — деревня в Грязовецком районе Вологодской области на реке Великая.
Входит в состав Комьянского муниципального образования, с точки зрения административно-территориального деления — в Ведерковский сельсовет.
Расстояние до районного центра Грязовца по автодороге — 49 км, до центра муниципального образования Хорошево по прямой — 16 км. Ближайшие населённые пункты — Боброво, Звягино, Полушкино.
По данным переписи в 2002 году постоянного населения не было.